# Kobierzyn
Pour l’article homonyme, voir Kobierzyn (Petite-Pologne).
 (août 2011).
Si vous disposez d'ouvrages ou d'articles de référence ou si vous connaissez des sites web de qualité traitant du thème abordé ici, merci de compléter l'article en donnant les références utiles à sa vérifiabilité et en les liant à la section « Notes et références ».

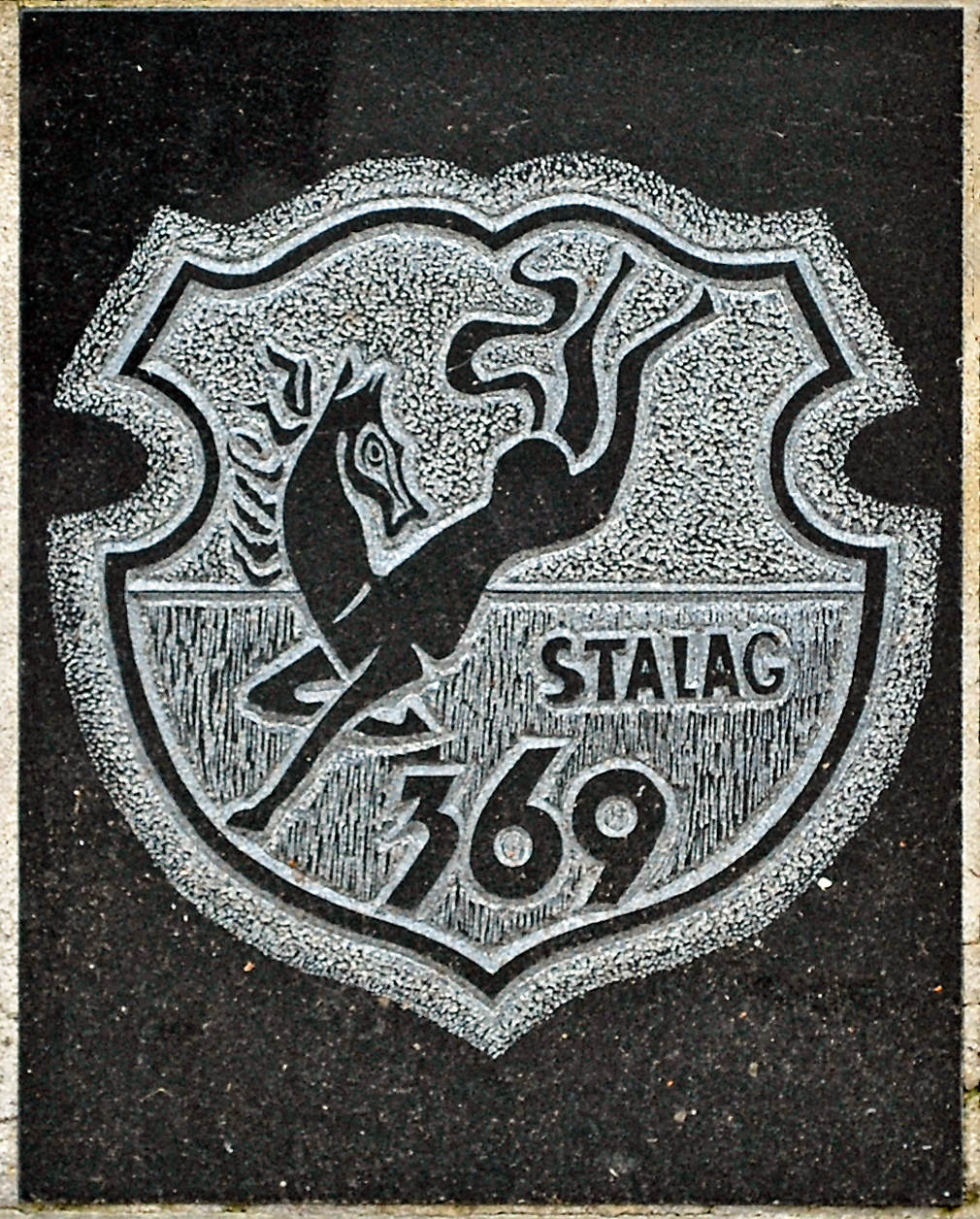
Kobierzyn, le camp no 369 logo

Kobierzyn, le camp no 369, est un camp de concentration, ouvert le 5 juin 1942 à 6 kilomètres au sud-ouest de Cracovie en Pologne, à la frontière de l'actuel des quartiers VIII et IX.
Il se peuple rapidement de tous les prisonniers de guerre que le système allemand jugeait indésirables en raison de leurs idées, de leur comportement ou d’évasions manquées. Il comporte une sorte d’hôpital psychiatrique.
Les prisonniers sont des soldats (sous-officiers) et officiers des armées françaises, belges et hollandaises qui, selon la Convention de Genève ont refusé de travailler pour le Troisième Reich.
Il a été construit par les Allemands sur des friches entre Kobierzyn et Borek Falecki. Il était prévu pour cinq à six mille prisonniers. Durant son existence, il a vu passer environ 17 000 personnes. Les morts ont été enterrés à quelques centaines de mètres à l'est au cimetière paroissial Borkowski. Après la guerre, leurs restes ont été exhumés et enterrés à nouveau dans leur pays d'origine. Stalag a été fermé le 6 août 1944.
Dans ce camp, les prisonniers avaient créé un journal intitulé Le Crack relatant les faits et gestes du camp et assortis de poèmes

## Prisonniers célèbres
Dans ce camp réputé tant pour son régime pénitentiaire que pour le climat rigoureux de cette région polonaise a  été hébergé notamment le Maréchal des logis Charles Letellier matricule 8034 homme de confiance du bloc II du Stalag 369, connu par la suite sous le nom de Francis Ambrière, auteur et écrivain français qui reçut le prix Goncourt 1940 (décerné en 1946) pour son livre Les Grandes Vacances qui relate la vie des prisonniers de guerre. Il fut également  directeur de la collection des Guides Bleus aux Editions Hachette, auteur de nombreux guides, directeur de la revue Connaissance du Monde de 1958 à 1969, vice-Président du prix Albert-Londres de 1972 à  1989.
L'artiste verrier, Pierre Lardin était également prisonnier au Stalag 369. Il a créé, dirigé et réalisé avec ses camarades du camp une revue mensuelle Le Crack.